# Sally Moir
Sally Moir (* 4. August 1954) ist eine ehemalige australische Hürdenläuferin, die sich auf die 100-Meter-Distanz spezialisiert hatte.
Bei den British Commonwealth Games 1974 in Christchurch wurde sie Sechste, wobei sie im Vorlauf mit 13,87 s ihre elektronisch gestoppte Bestzeit aufstellte.
Ihre handgestoppte Bestzeit von 13,7 s erzielte sie am 5. Januar 1974 in Melbourne.